# 副王領
副王領（ふくおうりょう、スペイン語: Virreinato、英語: Viceroyalty）とは、スペイン王国が16世紀以降、海外領土の統治のために創設した同国の構成主体。この広大な領域の統治は副王に任せられ、植民地ではなく王国の州または県に準ずる主体として本土と同じ権利を与えられた。

## スペインの副王領
スペイン領アメリカでは副王領が4つ創設された。
- ヌエバ・エスパーニャ副王領（1519年 - 1821年）
- ペルー副王領（1542年 - 1824年）
- ヌエバ・グラナダ副王領（1717年 - 1723年、1739年 - 1810年、1816年 - 1823年）
- リオ・デ・ラ・プラタ副王領（1776年 - 1814年）